# Johan Cruijff Vijfje

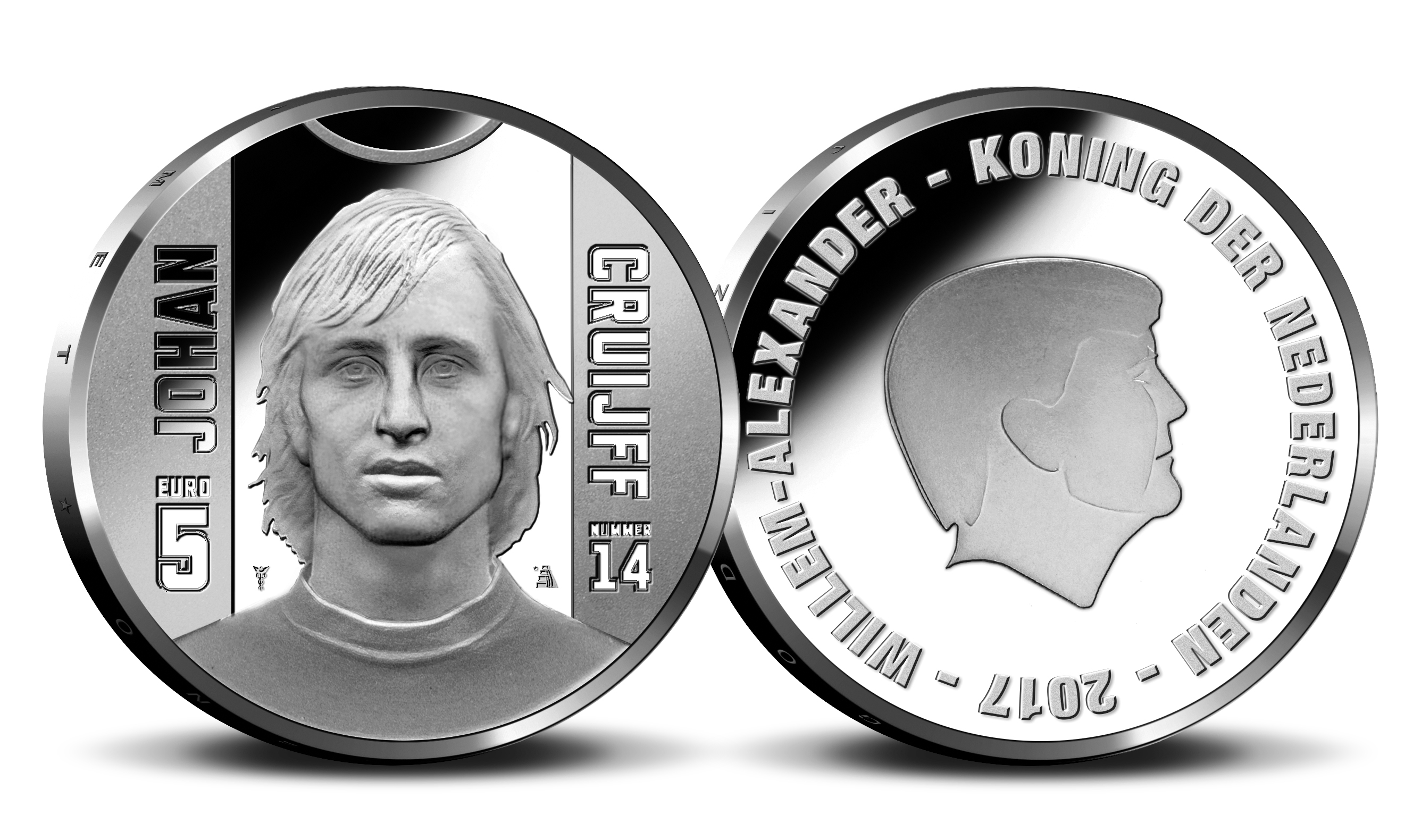
Euromunt 5 euro

Het Johan Cruijff Vijfje is een Nederlandse meerwaardeherdenkingsmunt. De munt is in 2017 geslagen als eerbetoon aan Johan Cruijff die in 2016 overleed. De munt is in drie varianten verschenen. De eerste muntslag werd op 20 september gedaan door de echtgenote van Johan Cruijff, Danny, tijdens de viering van het 20-jarig bestaan van de Johan Cruyff Foundation. De oplage van 50 000 exemplaren werd binnen drie dagen uitverkocht.

## Ontwerp
De munt is net als andere herdenkingsmunten uitgegeven door het Ministerie van Financiën. Het Johan Cruijff Vijfje is de eerste herdenkingsmunt uit een reeks munten waarop sporticonen worden afgebeeld. De tweede munt heeft de beeltenis van Fanny Blankers-Koen en is in 2018 verschenen.
Het Johan Cruijff Vijfje is ontworpen door Hennie Bouwe. Hij gebruikte als beeltenis van Johan Cruijff een 3D-portret van Cruijff. Het portret van Cruijff wordt omringd door matte en glanzende vlakken, die een voetbalshirt symboliseren. Ook het rugnummer 14 van Cruijff is op de munt weergegeven.

## Specificaties
|           | Circulatie Vijfje       | Proof Vijfje            | Proof Tientje        |
| --------- | ----------------------- | ----------------------- | -------------------- |
| Metaal:   | Verzilverd koper        | Zilver 925/1000         | Goud 900/1000        |
| Gewicht:  | 10,5 gram               | 15,5 gram               | 6,72 gram            |
| Diameter: | 29 mm                   | 33 mm                   | 22,5 mm              |
| Oplage:   | 50.000                  | 7.500                   | 1.000                |
| Rand:     | * GOD * ZIJ * MET * ONS | * GOD * ZIJ * MET * ONS | Fijn geribbelde rand |

Gulden herdenkingsmunten:

Dubbelkop 1980 · Unie van Utrecht · Voetbalvijfje

Nederlandse euro-herdenkingsmunten:

herdenkingsmunten van € 2: Erasmusmunt · Dubbelkop Beatrix-Willem-Alexander · 200 jaar koninkrijk

meerwaardeherdenkingsmunten:

Zilveren vijfjes: Vincent van Gogh Vijfje · Europamunt · Koninkrijksmunt · Vredes Vijfje · Belasting Vijfje · Australië Vijfje · Rembrandt Vijfje · Michiel de Ruyter Vijfje · Architectuur Vijfje · Manhattan Vijfje · Japan Vijfje · Max Havelaar Vijfje · Waterland Vijfje · Schilderkunst Vijfje · Muntgebouw Vijfje · WNF Vijfje · Tulpen Vijfje · Beeldhouwkunst Vijfje · Grachtengordel Vijfje · Vrede van Utrecht Vijfje · Rietveld Vijfje · Vredespaleis Vijfje · De Nederlandsche Bank Vijfje · Van Nelle Vijfje · Waterloo Vijfje · Wadden Vijfje · Jheronimus Bosch Vijfje · Stelling van Amsterdam Vijfje · Johan Cruijff Vijfje · Fanny Blankers-Koen Vijfje · Schokland Vijfje · Wageningen Universiteit Vijfje · Luchtvaart Vijfje · Beemster Vijfje · Market Garden Vijfje · Jaap Eden Vijfje

Zilveren tientjes: Huwelijksmunt · Geboortemunt · Jubileummunt · Koningstientje · Verjaardagstientje
Caribisch Nederland: BES-dollar (2011, 2013)